# Willy Kriegelbier
Willy Kriegelbier is een Belgisch bier. Het werd gebrouwen door Brouwerij Deca te Woesten in opdracht van Huisbrouwerij Sint Canarus te Gottem, een deelgemeente van de stad Deinze.

## Achtergrond
Willy Kriegel is een figuur uit het boek “De zusjes Kriegel” van jeugdschrijver Marc de Bel en werd ontwikkeld in overleg met hem. Brouwer Piet Meirhaeghe ontwikkelde het in zijn eigen huisbrouwerij, maar als het op punt stond, liet hij het brouwen in brouwerij Deca.

Het kreeg als onderschrift: “Doet zelfs geheelonthouders gedeeltelijk vergeten dat ze niet drinken!”
Het bier werd gelanceerd in 2007, maar wordt intussen niet meer gemaakt.

## Het bier
Willy Kriegelbier is een donkerblonde tripel met een alcoholpercentage van 7,%. 